# Calimete
Calimete é um município de Cuba pertencente à província de Matanzas. 